# Wynton Kelly
Wynton Kelly (2 de dezembro de 1931 -  Toronto, 12 de abril de 1971) foi um pianista de jazz nascido na Jamaica que cresceu no Brooklyn, nos Estados Unidos.
Filho de imigrantes jamaicanos, Kelly cresceu no distrito do Brooklyn, em Nova York. Começou sua carreira com apenas 12 anos de idade, tocando órgão em igrejas e bandas de R&B locais. No início dos anos 1950, participava de um trio que gravou intensamente diversos títulos para a clássica gravadora Blue Note, e daí para começar a colaborar com artistas como Dizzy Gillespie, Dinah Washington, Lester Young, Charles Mingus e Miles Davis foi um pulo. Artista competentíssimo, Wynton teve seu próprio trio, com Paul Chambers e Jimmy Cobb. Também gravou com Miles, o essencial Kind of Blue, At The Blackhawk e Someday My Prince Will Come. 
O pianista morreu jovem em 1971, com apenas 40 anos de idade, em decorrência de uma crise violenta de epilepsia.

## Discografia

### Como líder
- 1951:  Piano Interpretations (Blue Note)
- 1958:  Piano (Riverside)
- 1959:  Kelly Blue (Riverside)
- 1959:  Kelly Great (Vee-Jay)
- 1960:  Kelly at Midnight (Vee-Jay)
- 1961:  Wynton Kelly! (Vee-Jay)
- 1961:  Someday My Prince Will Come (Vee-Jay)
- 1963:  Comin' in the Back Door (Verve)
- 1964:  It's All Right! (Verve)
- 1965:  Undiluted (Verve)
- 1965:  Smokin' at the Half Note (Verve)
- 1965:  Blues on Purpose (Xanadu Records)
- 1967:  Full View (Milestone Records)
- 1968:  Last Trio Session (Delmark)

### Comosideman
Con Julian "Cannonball" Adderley
- Things Are Getting Better (1958)
- Cannonball Adderley Quintet in Chicago (1959)
- Cannonball Takes Charge (1959)
- African Waltz (1961)
- The Cannonball Adderley Quintet Plus (1961)

Com Nat Adderley
- Much Brass (1959)
- That's Right! (1960)
- Naturally! (1961)

Com Lorez Alexandria
- Alexandria the Great (1964)
- More of the Great (1964)

Com Gene Ammons
- Night Lights (1970)

Com Walter Benton
- Out of This World (1960)

Com Bob Brookmeyer
- Jazz is a Kick (1960)

Com Joy Bryan
- Make the Man Love Me (1961)

Com Donald Byrd
- Off to the Races (1958)

Com Betty Carter
- Out There (1958)

Com Paul Chambers
- Go... (1959)
- 1st Bassman (1960)

Com James Clay
- The Sound of the Wide Open Spaces!!! (1960)

Com Jimmy Cleveland
- Cleveland Style (1957)

Com John Coltrane
- Coltrane Jazz (1961)

Com King Curtis
- The New Scene of King Curtis (1960)
- Soul Meeting (1960)

Com Miles Davis
- Kind of Blue (1959)
- Someday My Prince Will Come (1961)

Com Dizzy Gillespie
- Dizzy and Strings (1954)
- Dizzy Atmosphere (1957)
- Birks' Works (1957)
- Dizzy in Greece (1957)
- Dizzy Gillespie at Newport (1957)

Com Benny Golson
- Benny Golson's New York Scene (1957)
- The Modern Touch (1957)
- Turning Point (1962)

Com Paul Gonsalves
- Gettin' Together (1960)

Com Dexter Gordon
- The Jumpin' Blues (1970)

Com Grant Green
- First Session (1960)

Com Johnny Griffin
- Introducing Johnny Griffin (1956)
- A Blowin' Session (1957)

Com Eddie Harris
- Cool Sax, Warm Heart (1964)

Com Jimmy Heath
- On the Trail (1964)

Com Bill Henderson
- Bill Henderson Sings (1959)

Com Joe Henderson
- Four (1968)
- Straight, No Chaser (1968)

Com Ernie Henry
- Seven Standards and a Blues (1957)
- Last Chorus (1957)

Com Billie Holiday
- Lady Sings the Blues (1956)

Com Helen Humes
- Swingin' with Humes (1961)

Com Illinois Jacquet
- The Blues That's Me (1969)

Com Eddie Jefferson
- Letter From Home (1962)

Com J. J. Johnson
- The Eminent Jay Jay Johnson Volume 2 (1954)

Com Elvin Jones & Philly Joe Jones
- Together! (1961)

Com Sam Jones
- The Chant (1961)

Com Roland Kirk
- Domino (1962)

Com Steve Lacy
- Soprano Sax (1957)